# Белобородова, Татьяна Викторовна
Татья́на Ви́кторовна Белоборо́дова (в девичестве — Лысе́нко, род. 9 октября 1983, Батайск, Ростовская область) — российская метательница молота, чемпионка мира (2011), чемпионка Европы (2006), чемпионка России (2005, 2009—2012). Рекордсменка России и экс-рекордсменка мира. Заслуженный мастер спорта России. Лейтенант ВС РФ.
На Олимпийских играх 2012 года выиграла золотую медаль, но в ходе повторной перепроверки проб, сданных во время Игр в Пекине и Лондоне, были найдены следы запрещенного вещества туринабола. Международный олимпийский комитет аннулировал результат игр в Лондоне. Белобородова отказалась возвращать золотую медаль.
1 февраля 2019 года решением спортивного арбитражного суда (CAS) в Лозанне лишена золотой медали чемпионата мира 2013 года в Москве и дисквалифицирована пожизненно за неоднократные нарушения антидопинговых правил.

## Спортивная карьера
С 17 лет тренировалась под руководством Николая Белобородова.

### 2005—2006
Прорыв в международную элиту удался Лысенко летом 2005 года. 15 июля она на 99 см побила в Москве мировой рекорд шестилетней давности, принадлежащий румынке Михаэле Мелинте, метнув молот на 77,06 м. Полтора месяца спустя она выиграла на чемпионате мира 2005 года в Хельсинки бронзовую медаль. 24 июня 2006 года Татьяна Лысенко установила в Жуковском новый мировой рекорд, достигнув 77,41 м. На чемпионате Европы 2006 года она выиграла «золото» с результатом 76,67 м, установив рекорд чемпионата. 15 августа того же года в Таллине она побила свой собственный рекорд, метнув молот на 77,80 м.

### Дисквалификация 2007—2009
Вновь улучшила мировой рекорд 26 мая 2007 в Сочи с результатом 78,61 м, однако была уличена в применении допинга и данный рекорд был аннулирован. Спортсменка была дисквалифицирована на два года, до 9 мая 2009 и поэтому не могла выступать на Олимпиаде-2008 в Пекине.

### Сезон 2009: возвращение в спорт после дисквалификации
Первым стартом после двухлетней дисквалификации стал для спортсменки чемпионат России, который она выиграла с третьим результатом сезона в мире (76,41 м). Показанный спортсменкой результат лишь на метр уступал мировому рекорду, установленному ею самой несколько лет назад.
На чемпионате мира в Берлине Татьяна метнула молот только на 72,22 м, что позволило ей занять 6-е место, хотя в квалификации она была 2-й.

### 2010—2011
В 2010 году Татьяна после побед на Чемпионате и Кубке России была включена в состав сборной на чемпионат Европы 2010. На чемпионат Европы Татьяна ехала в ранге действующей чемпионки, но повторить успех Гётеборга не смогла, с результатом 75,65 м став 2-й и уступив титул немке Бетти Хайдлер.
Но на чемпионате мира в Тэгу 4 сентября 2011 года Лысенко взяла у Бетти Хайдлер реванш. Россиянка уже в первых 3 попытках (76,80, 77,09 и 77,13 метров) заявила о своих притязаниях на титул чемпионки мира — первый в её карьере. И третья попытка на 77 метров 13 сантиметров стала победной.

### 2012
5 июля в Чебоксарах стала чемпионкой России с национальным рекордом — 78,51.
На Олимпийских играх 2012 года в Лондоне установила олимпийский рекорд в первой же попытке — 77,56. В пятой попытке улучшила до 78,18 и стала олимпийской чемпионкой. 11 октября 2016 года решением МОК из-за положительного допинг-теста лишена золотой олимпийской медали.

### 2013
На чемпионате мира в Москве победила с новым рекордом России и чемпионатов мира — 78,80 м.
В 2014 году вышла замуж за своего тренера Николая Белобородова. В 2015 году родила сына, которого назвала Макарий.

## Награды
- Орден Дружбы (13 августа 2012 года) — за большой вклад в развитие физической культуры и спорта, высокие спортивные достижения на Играх XXX Олимпиады 2012 года в городе Лондоне (Великобритания)[19].
- Почётный гражданин города Батайска (Ростовская область) (2012)